# Broughtonia sanguinea
Broughtonia sanguinea là một loài thực vật có hoa trong họ Lan. Loài này được (Sw.) R.Br. mô tả khoa học đầu tiên năm 1813.

## Hình ảnh

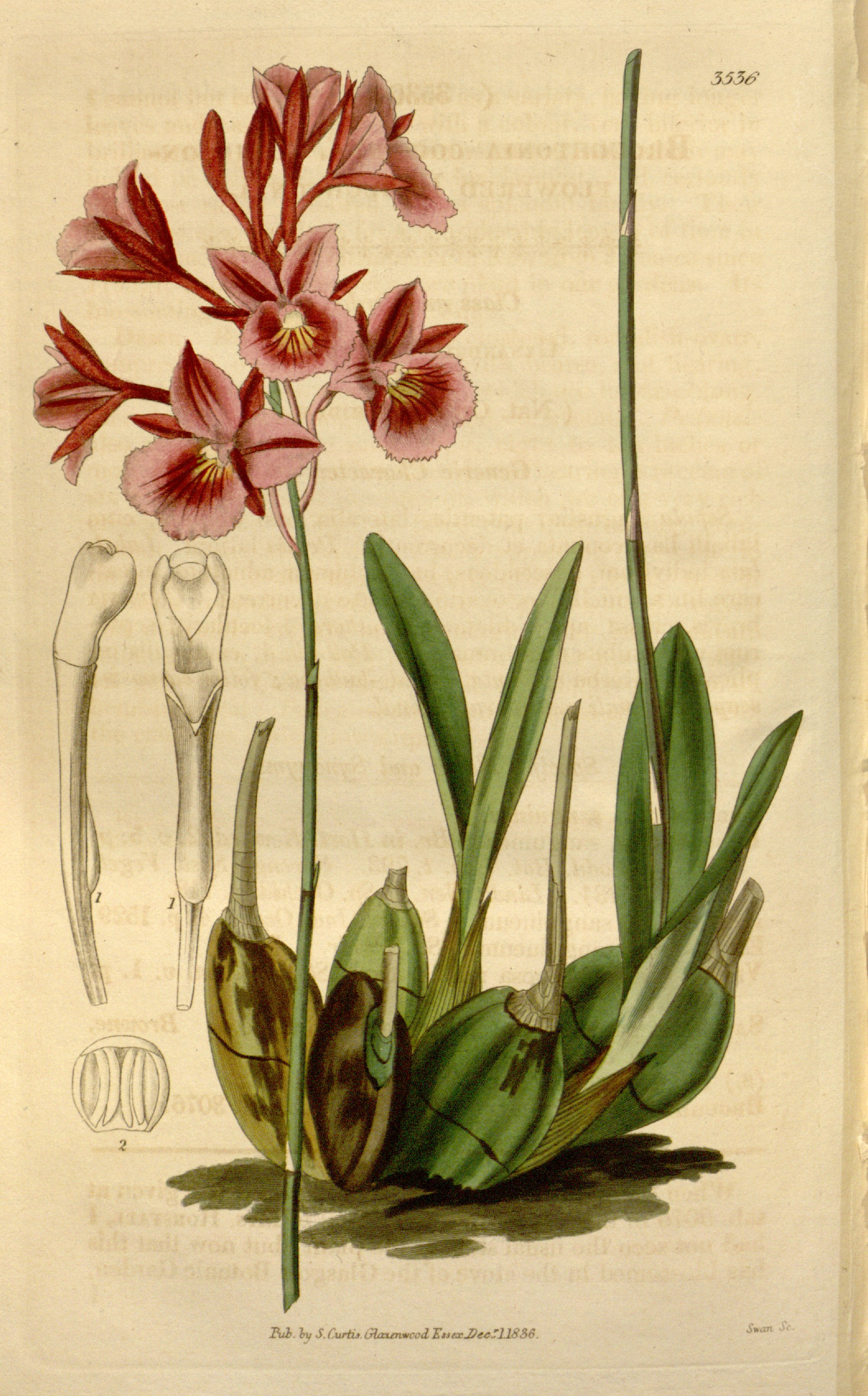
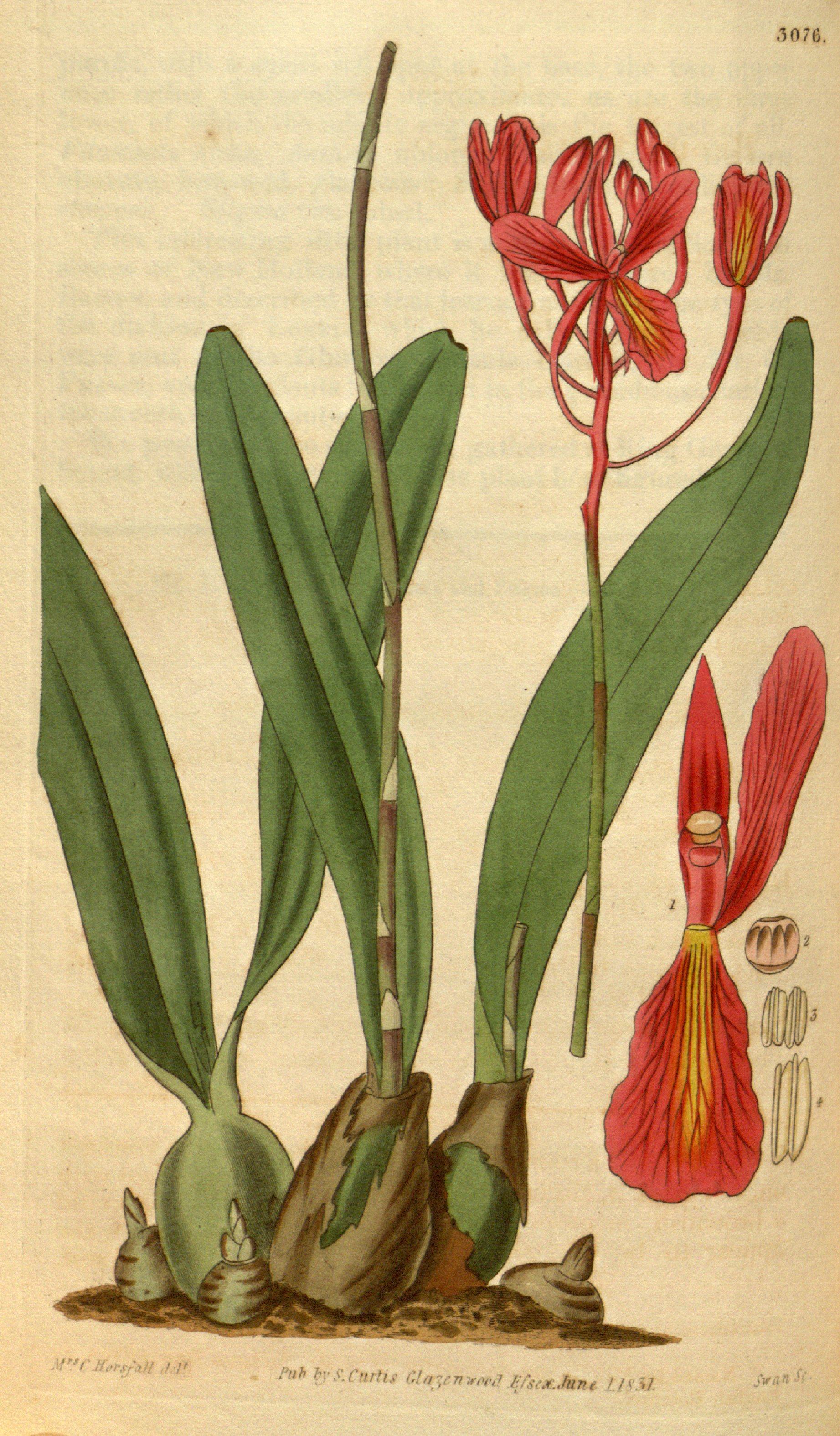
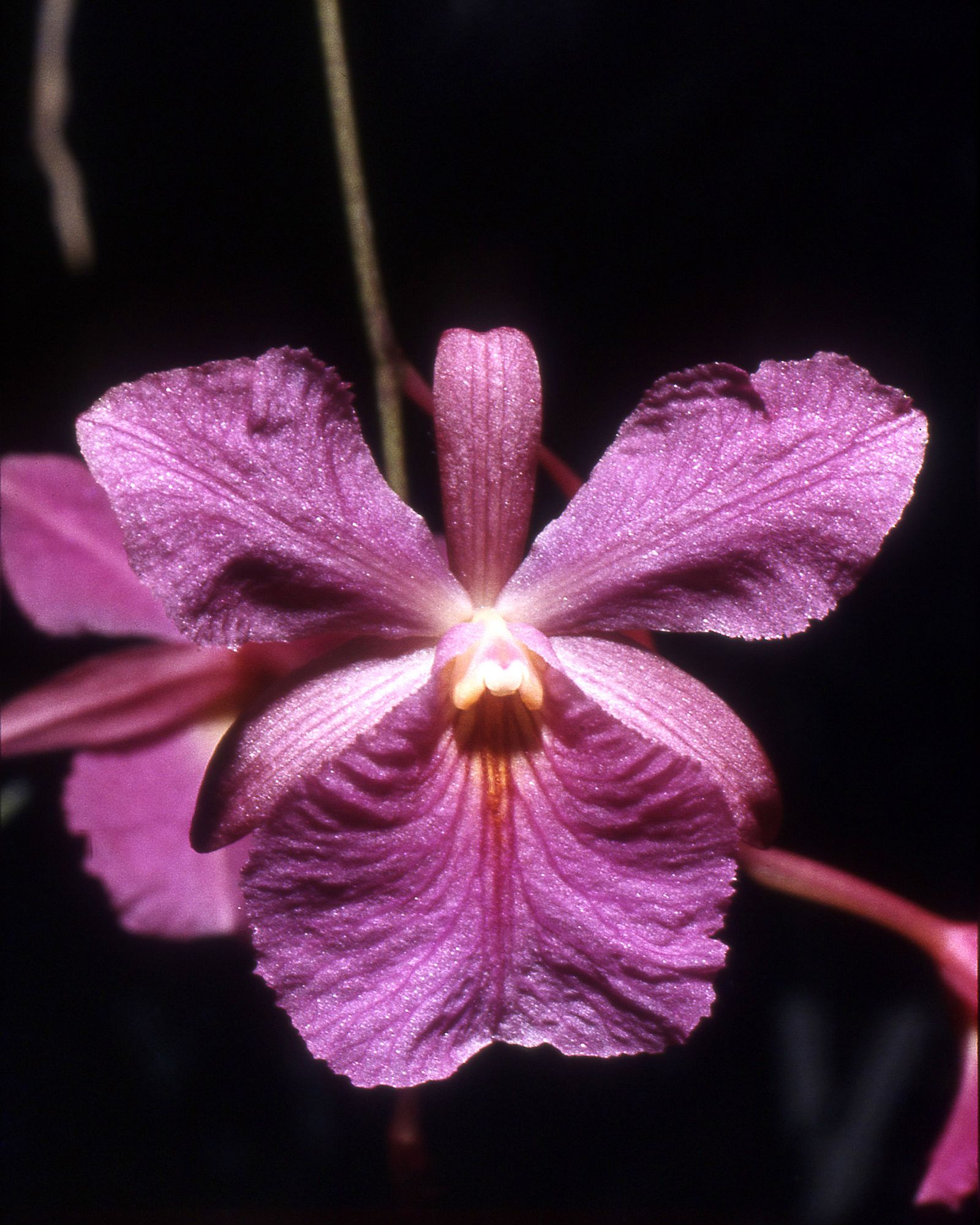